# ウィール・ブリング・ザ・ハウス・ダウン
「ウィール・ブリング・ザ・ハウス・ダウン」（We'll Bring The House Down）は、スレイドの楽曲である。1981年に同名のオリジナル・アルバムからの先行シングルとして発売された。作詞作曲はノディ・ホルダー、ジム・リーで、バンドのセルフプロデュースによる楽曲。全英シングルチャートでは最高位10位を獲得し、スレイドのシングル作品では1977年に発売の『マイ・ベイビー・レフト・ミー』以来4年ぶりの全英トップ10入りを果たした。

## 背景
1976年以降、音楽チャートの上位に浮上することがなく、スレイドの人気は低迷状態にあった。そんな中、1980年8月に開催のレディング・フェスティバルに出演予定だったオジー・オズボーン・バンドが出演をキャンセルし、代打としてスレイドが出演することとなった。レディング・フェスティバルでの演奏が高く評価され、これに乗してEP盤『Alive at Leading』とコンピレーション・アルバム『Slade Smashes!』を発売し、イギリスの音楽チャートで上位にチャートインした。
本作は、アムステルダムにあるパラディーゾ・クラブで行ったライブがモチーフとなっている。ライブが終っても帰りたくない観客は、チャントを繰り返し始めた。これを楽屋から聞いていたリーはチャントに触発されて本作を書いた。楽曲のレコーディングは、1981年1月にロンドンにあるポートランド・スタジオで2日をかけて行われた。ドラムはダブルトラックになっており、片方のトラックに録音されたドラムは、楽曲に独特の残響音を取り入れることを目的に男性用トイレで録音された。
シングル盤は発売後、全英シングルチャートにおいて最高位10位を獲得した。このことについてドン・パウエルは、「『ウィール・ブリング・ザ・ハウス・ダウン』がチャートインしたとはいえ、カムバックとは思っていない。最後にヒットしてから本作までどれくらいの期間があったのか考えたことはなかったけど、4、5年ぶりのヒットと聞いて誰もが驚いていることを実感した。」と語っている。
1992年3月下旬にハウスダンス調にアレンジした上での再録音が行われたが、未発表のままとなっている。なお、同月末にホルダーが脱退し、続いてリーが脱退したことにより、バンド最後のレコーディング・セッションとなった。

## リリース
「ウィール・ブリング・ザ・ハウス・ダウン」は、イギリス、アイルランド、ドイツ、スペインでチープスケート・レコードから 、オーストラリアとニュージーランドでRCAビクターからシングル盤として発売された。なお、B面曲が異なっており、イギリスとアイスランドで発売されたシングル盤には「ホールド・オン・トゥ・ユア・ハッツ」、それ以外の国で発売されたシングル盤には「ホイールズ・エイント・カミング・ダウン」が収録された。

## プロモーション
ミュージック・ビデオが制作されており、監督はエリック・ボリスキーが務めた。ミュージック・ビデオの撮影は、1月17日にイプスウィッチで開催されたライブの前後に行われた。
イギリスではBBCの『トップ・オブ・ザ・ポップス』とITVの『Moondogs』、ドイツでは音楽番組『Musikladen』で披露された。

## 演奏
- ノディ・ホルダー - リード・ボーカル、ギター
- デイヴ・ヒル（英語版） - リードギター、バッキング・ボーカル
- ジム・リー（英語版） - ベース、バッキング・ボーカル
- ドン・パウエル（英語版） - ドラム

## シングル収録曲
全曲 作詞・作曲 : ノディ・ホルダー、ジム・リー
| #         | タイトル                                                               | 作詞 | 作曲・編曲 | 時間 |
| --------- | ---------------------------------------------------------------------- | ---- | ---------- | ---- |
| 1.        | 「ウィール・ブリング・ザ・ハウス・ダウン」(We'll Bring The House Down) |      |            | 3:32 |
| 2.        | 「ホールド・オン・トゥ・ユア・ハッツ」(Hold On To Your Hats)           |      |            | 2:33 |
| 合計時間: | 合計時間:                                                              | 6:05 |            |      |

| #         | タイトル                                                               | 作詞 | 作曲・編曲 | 時間 |
| --------- | ---------------------------------------------------------------------- | ---- | ---------- | ---- |
| 1.        | 「ウィール・ブリング・ザ・ハウス・ダウン」(We'll Bring The House Down) |      |            | 3:32 |
| 2.        | 「ホイールズ・エイント・カミング・ダウン」(Wheels Ain't Coming Down)   |      |            | 3:36 |
| 合計時間: | 合計時間:                                                              | 7:08 |            |      |

## チャート成績
| チャート (1975年)   | 最高位 |
| ------------------- | ------ |
| アイルランド (IRMA) | 11     |
| UK シングルス (OCC) | 10     |

## カバー・バージョン
リーは、1990年に「The Clout」という偽名を使用してカバーし、シングル盤として発表した。リーによるカバーは、スレイド版のチャントのパートをサンプリングしたもので、元シャカタクのジャッキー・ロウがボーカルで参加した。